# TNA Impact (jogo eletrônico)
TNA Impact! é o primeiro e único jogo realizado pela federação de wrestling profissional, Total Nonstop Action Wrestling (TNA). O jogo foi desenvolvido pela Midway Studios em Los Angeles e publicado pela Midway Games. Embora o jogo tenha vendido 1,5 milhões de unidades, por questões financeiras a Midway Games impediu o desenvolvimento planejado e a liberação de uma sequencia. Foi lançado para Xbox 360, Playstation 3, Playstation 2, e Nintendo Wii.

## Produção
Depois de um período de negociação com a Eletronic Arts e a Rockstar Games, a TNA assinou um acordo de vários anos com a Midway Games em 7 de novembro de 2005. Em 2 de março de 2006 a Midway anunciou suas intenções de lançar o primeiro jogo da TNA o Impact!, para cada um dos Consoles de videogame de sétima geração.
Wrestlers da TNA foram envolvidos na produção do jogo. Os auto descritos "[[Hardcore gamer|Hardcore gamers" Samoa Joe e AJ Styles participaram de reuniões com a equipe Midway para debater ideias de jogabilidade, e Joe, Styles, e outros wrestlers da empresa como Christopher Daniels, Senshi, Sonjay Dutt, e Jeff Jarrett eram todos parte de sessões de captura de movimentos. Em 23 de outubro de 2006 durante gravação semanal do show TNA Impact!, os membros do roster da TNA foram "escaneados" para o jogo e amostras de áudio da multidão do TNA Impact! Zone foram registrados.

## Características
TNA Impact! é voltado para um estilo rápido-passeado, de alto impacto de jogo, com menos ênfase nas manobras de submissão. Ele suporta até quatro jogadores ao mesmo tempo em um console, com linha de apoio, que inclui torneios estando atualmente em one-on-one. O jogo online é no entanto, limitado nas versões de PlayStation 3 e Xbox 360. Scans dos lutadores reais foram utilizados no jogo no lugar de texturas pintadas à mão para incluir pequenos detalhes, como a textura da pele e cicatrizes específicas. Os Finishers são feitos após encher a barra "Impact!" que é exibida na tela. Na mesma área, mostra também o indicador de danos codificados por cores mostrando a condição dos personagens. O jogo também apresenta mini-jogos para escapar de tentativas de pinfalls e submissões.

## Referencias
1. ↑  «TNA iMPACT!». IGN. Consultado em 23 de agosto de 2008
2. ↑  http://www.indiantelevision.com/interviews/y2k9/executive/dixie_carter.php
3. ↑  Waldman, Jon (13 de outubro de 2003). «No TNA-EA Sports game deal, yet». Slam! Sports. Canadian Online Explorer. Consultado em 29 de julho de 2007
4. ↑  Robinson, Jon (25 de outubro de 2005). «Mr. Robinson's Neighborhood - TNA Wrestling finally gets a videogame deal.». IGN.com. Consultado em 9 de setembro de 2007
5. ↑  Martin, Adam (7 de novembro de 2005). «Midway Games issues press release on TNA video game, Rhino, D'Amore». WrestleView.com. Consultado em 24 de agosto de 2008
6. ↑  Sinclair, Brendan (7 de junho de 2006). «TNA Wrestling updates game debut». GameSpot. CBS Interactive. Consultado em 24 de julho de 2007
7. 1 2  Banks, Bill (12 de outubro de 2007). «New Footage Of The TNA Video Game». TNA Wrestling. Consultado em 12 de outubro de 2007. Arquivado do original em 13 de outubro de 2007
8. ↑  Flannagan, Jay (25 de outubro de 2006). «A Busy Day At The Impact! Tapings, Midway Games At the Tapings, More». WrestleView.com. Consultado em 24 de agosto de 2008
9. ↑  Lane, Scot (18 de abril de 2008). «TNA iMPACT! Midway Gamers' Day 2008 Interview» (Video). GameSpot. CBS Interactive. Consultado em 19 de abril de 2008
10. ↑  «TNA: iMPACT! - Exclusive Features Trailer». GameTrailers. 12 de abril de 2008. Consultado em 12 de abril de 2008
11. ↑  Ekberg, Brian (14 de outubro de 2007). «TNA iMPACT! Hands-On». GameSpot. CBS Interactive. Consultado em 17 de outubro de 2008
12. ↑  Lane, Scot (18 de abril de 2008). «TNA iMPACT! Interview 2» (Video). GameSpot. CBS Interactive. Consultado em 14 de outubro de 2007